# Brokbaggar
Brokbaggar (Cleridae) är en familj i insektsordningen skalbaggar som hör till underordningen allätarbaggar. Familjen har en världsvid utbredning och det finns 3 500 till 4 000 arter.

## Kännetecken
Brokbaggar är små till medelstora skalbaggar, kroppslängden varierar mellan olika arter från 2 upp till omkring 20 millimeter. Kroppsformen är långsträckt och kroppen är försedd med fina, utstående hår. Många är brokigt färgade i rött, gult och svart, men även gulbrunaktiga eller mer enfärgade mörka arter finns. En del arter har ljusa fläckar på täckvingarna.

## Levnadssätt
Den vida utbredningen och artrikedomen gör att familjen uppvisar en mångfald av levnadssätt, då olika arter har anpassat sig till olika ekologiska nischer, och olika slags habitat.
Många arter är predatorer både som larver och fullbildade insekter, imago, ofta på vedlevande insekter som exempelvis barkborrar. Larverna hittas ofta i ved där de jagar andra insektslarver, medan de fullbildade insekterna tar andra fullbildade insekter.
Fullbildade brokbaggar kan även hittas på blommor, där de äter pollen. En del arter är asätare och kan hittas på kadaver.